# I Can’t Quit You Baby

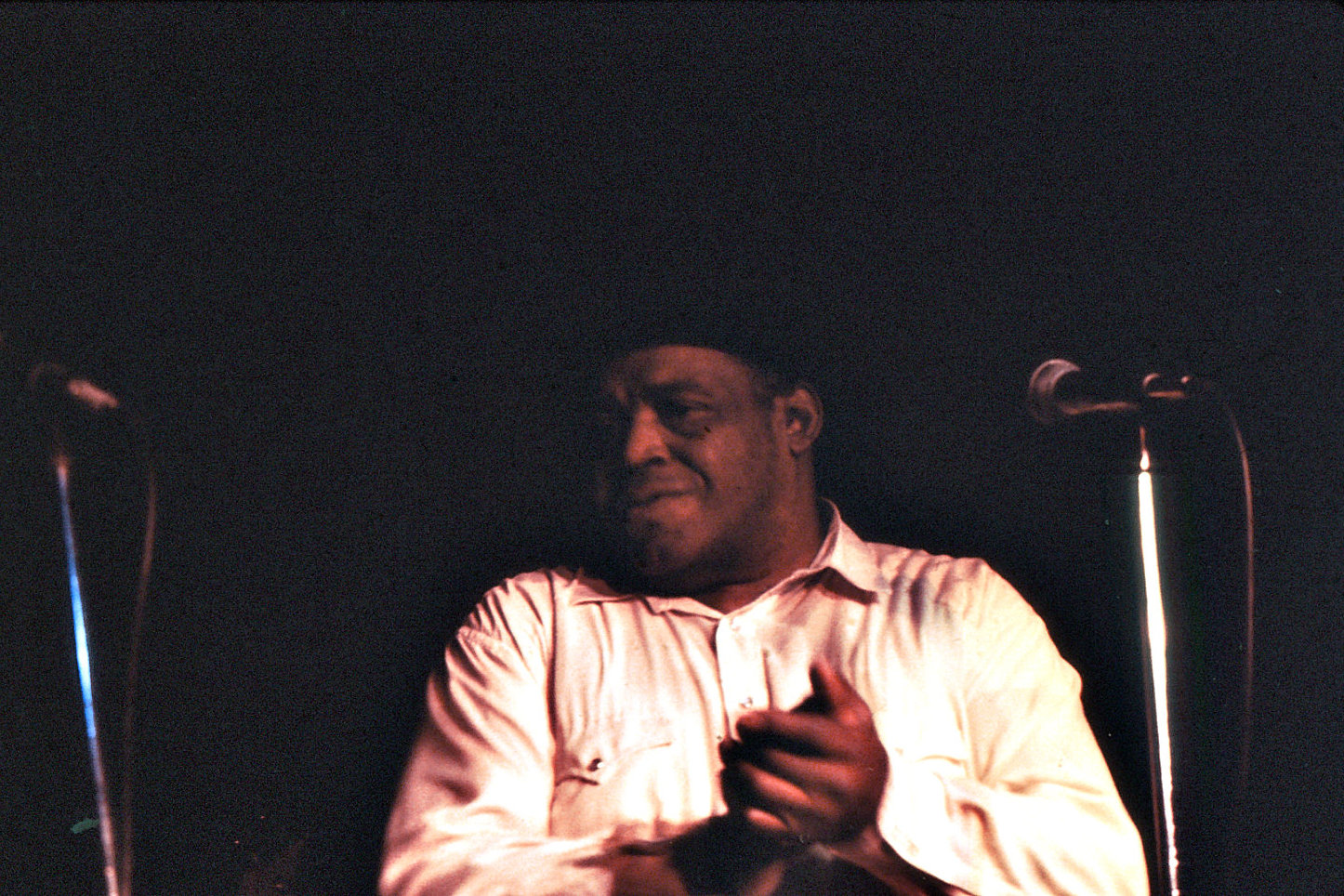
Вилли Диксон

I Can’t Quit You Baby (с англ. — «Я не могу тебя бросить, детка») — блюзовый стандарт, написанный Вилли Диксоном. Впервые записана Отисом Рашем в 1956 году.
Песня представляет собой медленный двенадцатитактовый блюз. Исполнялась многими артистами; наибольшей известностью пользовалась версия группы Led Zeppelin, которая вошла в их дебютный альбом.

## Led Zeppelin
В 1969 году британская рок-группа Led Zeppelin записала свою версию на своём первом альбоме (трек номер 8); композиция была выполнена в стилистике психоделического рока.
Песня начинается с крика (Роберта Планта). Гитарист Джимми Пейдж играет скоростное гитарное соло, а бас-гитарист Джон Пол Джонс и ударник Джон Бонэм выдают жёсткий аккомпанемент.
Группа играла песню на концертах с 1968 по 1970 год. Версия 9 января 1970 года есть на альбоме Coda 1982 года (запись сделана в Royal Albert Hall), с некоторыми изменениями в тексте. В 1970 году песня была исключена из репертуара, поскольку в него массово входили песни из альбома Led Zeppelin III. Впрочем, песня в 1972 и 1973 годы вернулась в репертуар и время от времени исполнялась на концертах как вставка в «Whole Lotta Love».